# الأقاليم السبعة عشر
الأقاليم السبعة عشر مصطلح ينطبق على الولايات الإمبراطورية للالأراضي المنخفضة الهابسبورجية في القرن ال15 و16. وغطت تقريباً البلدان المنخفضة، التي هي حالياً هولندا، بلجيكا، ولوكسمبورغ، بالإضافة إلى معظم القسم الفرنسي الحالي من إقليم نور بما في ذلك ارتواز، وفلاندرز الفرنسية، وهينو الفرنسية. أيضا متضمن في هذا المجال الإقطاعيات الشبه مستقلة، خاصة الكنسي منها، مثل لياج، كامبريه وستافيلوت- مالميدي.

## الأقاليم
والأقاليم هي:-
1. كونتية أرتوا.
2. كونتية فلاندرز بما في ذلك بورغريفيات ليل، دواي، أورش؛ ولوردية تورناي وتورنايسيس.
3. لوردية ميشيلين.
4. كونتية نامور.
5. كونتية هينو.
6. كونتية زيلاند.
7. كونتية هولندا.
8. دوقية برابانت بما في لوردية بريدا ومرغريفية أنتويرب؛ وكونتيات لوفان، بروكسل، والأديرة نيول وزامبلو.
9. دوقية ليمبورخ و"أوفيرما"، وأراضي برابانت (دالهيم، فالكنبورخ، هرتسوغنرات).
10. دوقية لوكسمبورغ.
11. الأمير-الأسقف، لاحقاً لوردية أوتريخت.
12. لوردية فريزيا.
13. دوقية خيلدرز.
14. لوردية خرونينجن (بما في ذلك أومالاندن).
15. لوردية درنته، لينغن، فيد، ويسترفلد.
16. لوردية أوفرآيسل.
17. كونتية زوتفن.

| تاريخ البلدان المنخفضة                                        | تاريخ البلدان المنخفضة                                                   | تاريخ البلدان المنخفضة                                        | تاريخ البلدان المنخفضة                                          | تاريخ البلدان المنخفضة                                                                        | تاريخ البلدان المنخفضة                                                                        | تاريخ البلدان المنخفضة                                                                        | تاريخ البلدان المنخفضة                                                                        | تاريخ البلدان المنخفضة                                                                        |
| ------------------------------------------------------------- | ------------------------------------------------------------------------ | ------------------------------------------------------------- | --------------------------------------------------------------- | --------------------------------------------------------------------------------------------- | --------------------------------------------------------------------------------------------- | --------------------------------------------------------------------------------------------- | --------------------------------------------------------------------------------------------- | --------------------------------------------------------------------------------------------- |
| فريسي                                                         |                                                                          |                                                               | بيلجي                                                           | بيلجي                                                                                         |                                                                                               |                                                                                               |                                                                                               |                                                                                               |
|                                                               | كنانيفيتاس                                                               | شامافي،توبانتي                                                | شامافي،توبانتي                                                  | بلجيكا الغالية (55 ق.م – حوالي 5م) جرمانيا الصغرى (83 – حوالي القرن 5)                        | بلجيكا الغالية (55 ق.م – حوالي 5م) جرمانيا الصغرى (83 – حوالي القرن 5)                        | بلجيكا الغالية (55 ق.م – حوالي 5م) جرمانيا الصغرى (83 – حوالي القرن 5)                        |                                                                                               |                                                                                               |
|                                                               | كنانيفيتاس                                                               | الفرنجة الساليون                                              |                                                                 | باتافي                                                                                        | باتافي                                                                                        |                                                                                               |                                                                                               |                                                                                               |
| غير مأهولة (حوالي القرنين 4- 5)                               | غير مأهولة (حوالي القرنين 4- 5)                                          | ساكسون                                                        | الفرنجة الساليون (حوالي القرنين 4- 5)                           | الفرنجة الساليون (حوالي القرنين 4- 5)                                                         | الفرنجة الساليون (حوالي القرنين 4- 5)                                                         |                                                                                               |                                                                                               |                                                                                               |
| المملكة الفريزية (حوالي القرن 6–734)                          | المملكة الفريزية (حوالي القرن 6–734)                                     |                                                               | إمبراطورية الفرنجة (481–843)—الإمبراطورية الكارولنجية (800–843) | إمبراطورية الفرنجة (481–843)—الإمبراطورية الكارولنجية (800–843)                               | إمبراطورية الفرنجة (481–843)—الإمبراطورية الكارولنجية (800–843)                               | إمبراطورية الفرنجة (481–843)—الإمبراطورية الكارولنجية (800–843)                               | إمبراطورية الفرنجة (481–843)—الإمبراطورية الكارولنجية (800–843)                               |                                                                                               |
| المملكة الفريزية (حوالي القرن 6–734)                          | المملكة الفريزية (حوالي القرن 6–734)                                     | أوستراسيا (511–687)                                           |                                                                 |                                                                                               |                                                                                               |                                                                                               |                                                                                               |                                                                                               |
|                                                               |                                                                          |                                                               |                                                                 |                                                                                               |                                                                                               |                                                                                               |                                                                                               |                                                                                               |
|                                                               |                                                                          |                                                               |                                                                 |                                                                                               |                                                                                               |                                                                                               |                                                                                               |                                                                                               |
| فرانسيا الوسطى (843–855)                                      | فرانسيا الوسطى (843–855)                                                 | فرانسيا الوسطى (843–855)                                      | فرانسيا الوسطى (843–855)                                        | فرانسيا الوسطى (843–855)                                                                      | مملكة الفرنجة الغربيين (843–)                                                                 |                                                                                               |                                                                                               |                                                                                               |
| لوثارينجيا (855– 959) لورين المنخفضة (959–)                   |                                                                          |                                                               |                                                                 |                                                                                               | مملكة الفرنجة الغربيين (843–)                                                                 |                                                                                               |                                                                                               |                                                                                               |
| فريزيا                                                        |                                                                          |                                                               |                                                                 |                                                                                               |                                                                                               |                                                                                               |                                                                                               |                                                                                               |
| الحرية الفريزية ( القرون 11–16 )                              | مقاطعة هولندا (880–1432)                                                 | أسقفية أوترخت (695–1456)                                      | دوقية برابنت (1183–1430) خيلدرز (1046–1543)                     | دوقية برابنت (1183–1430) خيلدرز (1046–1543)                                                   | مقاطعة فلانديرز (862–1384)                                                                    | مقاطعة هينو (1071–1432) كونتية نامور (981–1421)                                               | أسقفية أمير لياج (980–1794)                                                                   | دوقية لوكسمبورج (1059–1443)                                                                   |
|                                                               | الأراضي المنخفضة البورغندية (1384–1482)                                  |                                                               |                                                                 |                                                                                               |                                                                                               |                                                                                               |                                                                                               |                                                                                               |
|                                                               | الأراضي المنخفضة الهابسبورجية (1482–1795) (الأقاليم السبعة عشر بعد 1543) |                                                               |                                                                 |                                                                                               |                                                                                               |                                                                                               |                                                                                               |                                                                                               |
| جمهورية هولندا (الأراضي المنخفضة السبع المتحدة) (1581–1795)   | جمهورية هولندا (الأراضي المنخفضة السبع المتحدة) (1581–1795)              | جمهورية هولندا (الأراضي المنخفضة السبع المتحدة) (1581–1795)   | جمهورية هولندا (الأراضي المنخفضة السبع المتحدة) (1581–1795)     | الأراضي المنخفضة الأسبانية (1556–1714)                                                        | الأراضي المنخفضة الأسبانية (1556–1714)                                                        | الأراضي المنخفضة الأسبانية (1556–1714)                                                        |                                                                                               |                                                                                               |
|                                                               |                                                                          |                                                               |                                                                 | الأراضي المنخفضة النمساوية (1714–1795)                                                        |                                                                                               |                                                                                               |                                                                                               |                                                                                               |
|                                                               |                                                                          |                                                               |                                                                 | الولايات المتحدة البلجيكية (1790)                                                             | الولايات المتحدة البلجيكية (1790)                                                             | الولايات المتحدة البلجيكية (1790)                                                             | جمهورية لياج (1789–'91)                                                                       |                                                                                               |
|                                                               |                                                                          |                                                               |                                                                 |                                                                                               |                                                                                               |                                                                                               |                                                                                               |                                                                                               |
| الجمهورية الباتافية (1795–1806) المملكة الهولندية (1806–1810) | الجمهورية الباتافية (1795–1806) المملكة الهولندية (1806–1810)            | الجمهورية الباتافية (1795–1806) المملكة الهولندية (1806–1810) | الجمهورية الباتافية (1795–1806) المملكة الهولندية (1806–1810)   | مرتبطة بالجمهورية الفرنسية الأولى (1795–1804) جزء من الإمبراطورية الفرنسية الأولى (1804–1815) | مرتبطة بالجمهورية الفرنسية الأولى (1795–1804) جزء من الإمبراطورية الفرنسية الأولى (1804–1815) | مرتبطة بالجمهورية الفرنسية الأولى (1795–1804) جزء من الإمبراطورية الفرنسية الأولى (1804–1815) | مرتبطة بالجمهورية الفرنسية الأولى (1795–1804) جزء من الإمبراطورية الفرنسية الأولى (1804–1815) | مرتبطة بالجمهورية الفرنسية الأولى (1795–1804) جزء من الإمبراطورية الفرنسية الأولى (1804–1815) |
|                                                               |                                                                          |                                                               |                                                                 |                                                                                               |                                                                                               |                                                                                               |                                                                                               |                                                                                               |
| الإمارة السيادية للأراضي المنخفضة المتحدة (1813–1815)         |                                                                          |                                                               |                                                                 |                                                                                               |                                                                                               |                                                                                               |                                                                                               |                                                                                               |
| مملكة الأراضي المنخفضة المتحدة (1815–1830)                    |                                                                          |                                                               |                                                                 |                                                                                               |                                                                                               |                                                                                               |                                                                                               |                                                                                               |
| هولندا (1839–)                                                | هولندا (1839–)                                                           | هولندا (1839–)                                                | هولندا (1839–)                                                  | بلجيكا (1830–)                                                                                | بلجيكا (1830–)                                                                                | بلجيكا (1830–)                                                                                | بلجيكا (1830–)                                                                                | الدوقية العظمى للوكسمبورغ (1839–)                                                             |
|                                                               |                                                                          |                                                               |                                                                 |                                                                                               |                                                                                               |                                                                                               |                                                                                               | لوكسمبورغ (1890–)                                                                             |